# عبد الإله العرب
عبد الإله محمد جعفر الشيخ محسن العرب (23 نوفمبر 1954 - 24 فبراير 2021)، خطّاط بحريني محترف للخط العربي. نشأ في بيت كريم النسب، والده الشاعر الخطيب محمد جعفر بن الشيخ محسن العرب. غالباً ما يُعتبر شيخ الخطّاطين في البحرين ويعتبره الكثيرون واحداً من خطّاطي العالم.
الخطاط عبد الإله العرب من الخطاطين الملتزمين بقواعد وأصول الخط العربي، وكان الأول على مستوى جمهورية مصر العربية في دبلوم الخط العربي عام 1978. وهو مؤسس مدرسة الخط العربي بالبحرين عام 1990 (أغلقت لاحقًا)، وأحد مؤسسي جمعية البحرين للفنون التشكيلية وقد كلف بخط نسخة من دستور دولة البحرين.
عمل خطاطاً ومخرجاً فنياً في قوة دفاع البحرين للفترة من 1971 لغاية 1981، وشارك في تصميم وخط العديد من الشعارات والإعلانات التجارية للعديد من الشركات أمثال أمريكان إكسبريس، والخطوط الجوية البريطانية والطيران السويسري. كما خطَّ وزخرف العديد من طوابع وأختام هيئة بريد البحرين.

## دراسته
درس العرب في جمهورية مصر العربية، وحصل على شهادة الدبلوم في الخط العربي عام 1978، والتذهيب والزخرفة العام 1980 على يد أستاذه الخطاط سيد إبراهيم.

## أسلوبه
تناولت صحيفة الوسط البحرينية وصف أسلوب العرب بـ: تتميز أعماله بكثير من الدقة والإتقان، إذ أن تجاربه كثيرة في مجال الحروفية العربية، وقد وظّف العرب الخزف والزخرفة الإسلامية في أعماله التشكيلية، وينحو منحى إبراز الشكل وجمالياته ويحافظ على قواعد الخط العربي وقيمه الكلاسيكية، ونفذ الكثير من الأعمال التجريدية خصوصا بالأبيض والأسود، مبدعا من خلال ذلك في تكويناته وتشكيلاته، حيث يتجه غالبا للجرافيك في العمل الفني ويركّز كثيرا على الخط الكوفي (المصاحف) بأبعاده الجمالية والواقعية، وقواعده المعروفة إضافة إلى استخدامه للزخرفة التي برزت في أعماله.
مرّت تجربة العرب بكثير من المراحل من أجل البحث في التطوير والإثراء سواء على جانب المضمون أو على الجوانب التقنية والأسلوبية ووصل إلى تقنيات متطورة وأعمال تشكيلية حديثة ذات مستوى عالٍ من الجودة، وله أعمال كبيرة نفذت على السجاد المنسوج في تايلند بمقاسات 6×9 قدم، 9×9 قدم، وتعامل في تنفيذ أعماله على القماش بخامة الزيت والأكريليك، وله تجربة مع الفنان جمال عبد الرحيم والشاعر أدونيس باسم «الكتاب» نفذ جزء منها بتقنية الخط على النحاس وقد نفذ الخط بتقنية الشاشة الحريرية، بإيقاع جميل وجرأة في التقنية والإخراج، وبرز في هذا العمل مدى تمكّن العرب وإبداعه وتركيبه الجميل لخط الثلث ودّلل على قدرة كبيرة وتمرّس وخبرة العرب.

## المعارض
شارك العرب في العديد من المعارض على المستوى المحلي والدولي:
- 1976 – المعرض الخامس لفناني البحرين وحصل على جائزة تقديرية من وزارة الإعلام.
- 1984 – معرض جمعية البحرين للفنون التشكيلية – ليتون هاوس – لندن.
- 1988 – مهرجان بغداد العالمي للخط العربي والزخرفة الإسلامية.
- 1989 – المعرض الدوري الأول للفنون التشكيلية لفناني دول مجلس التعاون – الرياض.
- 1992 – معرض جمعية البحرين للفنون التشكيلية.
- 1992 – المعرض الأول لخطاطي دول مجلس التعاون الخليجي – الكويت.
- 1992 – المعرض الدوري الثاني للفنون التشكيلية لفناني دول مجلس التعاون- قطر.
- 1993 – البينالي الدولي الخامس عشر للمطبوعات الصغيرة – أسبانيا.
- 1994 – المعرض الدولي الثامن للمطبوعات الصغيرة – سبيس كروب – كوريا.
- 1994 – البينالي الدولي الحادي عشر للمطبوعات – النرويج.
- 1997 – بينالي الفن الآسيوي الثامن – دكا- بنجلادش.
- 1998 – المعرض العالمي الثالث للخط العربي.
- 1999 – المعرض الدوري الخامس للفنون التشكيلية والخط العربي لفناني مجلس التعاون – قطر.
- 2000 – الملتقى الأول للخطاطين العرب – بيروت.
- 2000 – معرض تكريم الشاعر أدونيس – معهد العالم العربي – باريس.
- 2001 – المرئي والمسموع – معرض الخط العربي - الشارقة.
- 2001 – معرض الكتاب للفنان جمال عبد الرحيم مع الشاعر أدونيس والخطاط عبد الإله العرب – مركز الفنون – البحرين.
- 2001 – معرض مسبك (لاوخهمر) للأعمال الفنية - صالة جمعية البحرين للفنون التشكيلية.
- 2015 – معرض ثنائي مع الفنان جمال عبد الرحيم – حروف ونحت – في البارح للفنون التشكيلية – البحرين.[14]

## الجوائز
- 1978 جائزة أوائل الشهادات (الأول على مستوى الجمهورية في دبلوم الخط العربي – جمهورية مصر العربية).
- 1979 شهادة تكريمية بمناسبة عيد العلم الثالث عشر – وزارة التربية والتعليم – مملكة البحرين.
- 1986 المسابقة الدولية الأولى لفن الخط في تركيا – حاز فيها على جائزتين تقديريتين.
- 1987 مسابقة تصميم شعار المؤسسة القطرية العامة للاتصالات السلكية - وحصل على الجائزة الأولى.
- 1988 جائزة الحكام عن لوحة حرف «الحاء» معرض بينالي القاهرة الدولي الثالث.
- 1994 جائزة تقديرية – مسابقة النصب التذكارية والجداريات – الهيئة البلدية المركزية – البحرين.

## وفاته
توفي في 24 فبراير 2021 بعمر ال 66 عام بعد صراع طويل مع مرض عضال، ودُفن في مقبرة بني جمرة بين أجداده.